# Eriocaulon distichoides
Eriocaulon distichoides är en gräsväxtart som beskrevs av Mangen. Eriocaulon distichoides ingår i släktet Eriocaulon och familjen Eriocaulaceae. Inga underarter finns listade i Catalogue of Life.